# رئيس الوزراء

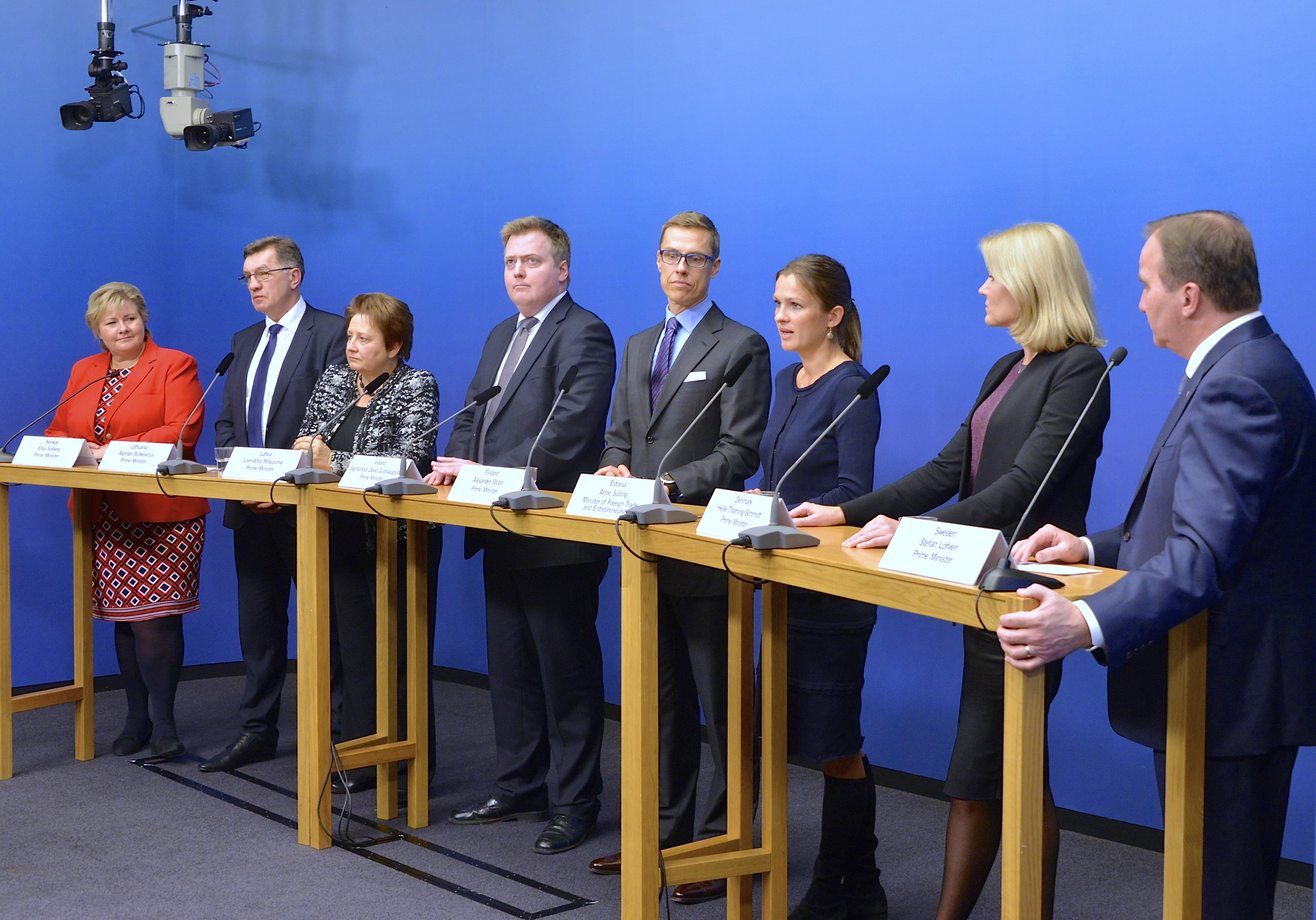

رئيس الوزراء هو رئيس مجلس الوزراء وقائد الوزراء في الفرع التنفيذي للحكومة ويتواجد في الأغلب في نظام برلماني أو شبه رئاسي. رئيس الوزراء هو رئيس الحكومة ويخدم عادة تحت حكم عاهل في مزيج من أشكال الحكم الأرستقراطي والديمقراطي، أو تحت حكم رئيس في الشكل الجمهوري للحكم.
في الأنظمة البرلمانية التي شُكلت بعد نظام وستمنستر، يكون رئيس الوزراء هو قائد الحكومة ورئيسها الفعلي ورئيس السلطة التنفيذية. في مثل هذه الأنظمة، يحتل رئيس الدولة أو ممثلها الرسمي (أي الملك، أو الرئيس أو الحاكم العام) عادة منصبًا شرفيًا بدرجة كبيرة، على الرغم من تمتعه غالبًا بسلطات احتياطية.
في العديد من أنظمة الحكم، يستطيع رئيس الوزراء أن يختار أو يقيل أعضاء مجلس الوزراء الآخرين، ويخصص المناصب للأعضاء داخل الحكومة.  يترأس رئيس الوزراء في أغلب الأنظمة مجلس الوزراء ويقوده. ولكن في أقلية من الأنظمة لا سيما في الأنظمة شبه الرئاسية للحكومة، يكون رئيس الوزراء هو المسؤول الذي عُين لإدارة الخدمة المدنية وتنفيذ توجيهات رئيس الدولة.
يكون رئيس الوزراء في الغالب -ولكن ليس دائمًا- عضوًا في الهيئة التشريعية أو مجلس النواب، ويُتوقع منه بالإضافة إلى الوزراء الآخرين ضمان تمرير مشاريع القوانين من خلال الهيئة التشريعية. في بعض الملكيات، قد يمارس العاهل أيضًا سلطات تنفيذية (تُعرف بالامتياز الملكي) والتي تُعطى دستوريًا للتاج ويمكن ممارستها دون موافقة البرلمان.
بالإضافة إلى كونه رئيسًا للحكومة، قد يتطلب منصب رئيس الوزراء شغل مناصب أو أدوار أخرى، مثل رئيس وزراء المملكة المتحدة، فهو أيضًا اللورد الأول للخزانة ووزير الخدمة المدنية. وفي بعض في الحالات، قد يختار رؤساء الوزراء شغل مناصب وزارية إضافية (مثل عندما تكون حقيبة وزارية معينة حاسمة بالنسبة لتفويض هذه الحكومة في ذلك الوقت)، فقد كان ونستون تشرشل وزيرًا للدفاع أيضًا خلال الحرب العالمية الثانية (على الرغم من عدم وجود وزارة للدفاع في ذلك الوقت). مثال آخر هو الحكومة الرابعة والثلاثين لإسرائيل (2015-2019)، عندما شغل بنيامين نتنياهو في وقت ما منصب رئيس الوزراء، ومناصب وزراء الاتصالات، وشؤون الخارجية، والتعاون الإقليمي، والاقتصاد، والدفاع والداخلية.

## التاريخ

### الأصول
كان لدى ملوك إنجلترا والمملكة المتحدة وزراء وضعوا فيهم ثقة خاصة واعتبروا رؤساء للحكومة. ومن الأمثلة على هذا توماس كرومويل تحت هنري الثامن، وليام سيسيل لورد بورغلي في عهد إليزابيث الأولى، كلارندون تحت حكم تشارلز الثاني، وجودلفين تحت حكم الملكة آن. شغل هؤلاء الوزراء مجموعة متنوعة من المناصب الرسمية، لكنهم عرفوا عمومًا باسم «الوزير» و«زعيم الوزراء» و«الوزير الأول» وأخيرًا «رئيس الوزراء».
اعتمدت سلطة هؤلاء الوزراء كليًا على التفضيل الشخصي للملك. وعلى الرغم من أن إدارة البرلمان كانت من بين المهارات اللازمة لتولي قيادة الحكومة، إلا أنهم لم يعتمدوا على الأغلبية البرلمانية لفرض سلطتهم. على الرغم من وجود مجلس للوزراء بالفعل، ألا إنه عُين بالكامل من قبل الملك الذي كان عادة يترأس اجتماعاته.
عندما يسأم الملك من الوزير الأول فأنه قد يخلعه من منصبة، أو قد يحدث ما هو أسوأ: فقد أُعدم كرومويل وأُرسل كلارندون إلى المنفى عندما فقدوا تفضيل الملك لهم. يقسم الملوك أحيانًا السلطة بالتساوي بين وزيرين أو أكثر لمنع وزير واحد من امتلاك قوة كبيرة. فعلي سبيل المثال، تقاسم الوزيرين المحافظين هارلي وفيكونت بولينجبروك السلطة في وقت متأخر من عهد آن.

### التطور
عزز البرلمان في منتصف القرن السابع عشر بعد الحرب الأهلية الإنجليزية (1642-1651) موقفه بالنسبة للملك ثم اكتسب المزيد من السلطة من خلال الثورة المجيدة عام 1688 وتمرير وثيقة الحقوق في عام 1689. إذ لم يعد الملك قادرًا على وضع أي قانون أو فرض أي ضريبة دون إذنه، وبالتالي أصبح مجلس العموم جزءًا من الحكومة. وعند هذه النقطة يبدأ نمط حديث لرئيس الوزراء بالظهور.
جاءت نقطة تحول في تطور رئاسة الوزراء بوفاة آن في عام 1714 وارتقاء جورج الأول العرش. لم يستطع جورج التحدث بالإنجليزية، وقضى الكثير من وقته في منزله في هانوفر، ولم يكن لديه أي معرفة بتفاصيل الحكومة الإنجليزية أو لم يكن مهتمًا بها. وفي هذه الظروف كان لا مفر أن يصبح أول وزير للملك هو رئيس الحكومة الفعلي.
شغل السياسي ويغ روبرت والبول هذا المنصب لمدة واحد وعشرين عامًا بداية من عام 1721. وترأس والبول اجتماعات مجلس الوزراء، وعين جميع الوزراء الآخرين، ووزع الرعاية الملكية وملأ مجلس العموم بمؤيديه. تطورت عقيدة التضامن الوزاري في ظل والبول. طلب والبول ألا يكون لأي وزير غيره تعاملات خاصة مع الملك، وأيضاً عندما يوافق مجلس الوزراء على سياسة يجب على جميع الوزراء الدفاع عنها علناً أو الاستقالة. وكما قال اللورد ملبورن الذي سيصبح رئيسًا للوزراء في وقت لاحق: «لا يهم ما نقوله أيها السادة طالما أننا جميعا نقول نفس الشيء».
أنكر والبول دائمًا أنه كان «رئيسًا للوزراء»، وطوال القرن الثامن عشر استمر البرلمانيون وعلماء القانون في إنكار أن أي موقف من هذا القبيل كان معروفًا في الدستور. بذل جورج الثاني وجورج الثالث جهودًا مضنية لاستعادة السلطة الشخصية للملك، لكن التعقيد المتزايد ونفقات الحكومة أشارا إلى أن الوزير الذي يمكنه أن يحظى بولاء مجلس العموم كان أمرًا ضروريًا بشكل متزايد. عززت فترة ويليام بيت الأصغر (1783-1801) الذي شغل منصب رئيس الوزراء في زمن الحرب، إلى جانب المرض العقلي لجورج الثالث من قوة المنصب. أُشير إلى المنصب لأول مرة في وثائق حكومية أثناء إدارة بنجامين دزرائيلي ولكنه لم يظهر في ترتيب الأسبقية البريطاني الرسمي حتى عام 1905.
تسببت هيبة المؤسسات البريطانية في القرن التاسع عشر ونمو الإمبراطورية البريطانية في نسخ النموذج البريطاني لحكومة مجلس الوزراء برئاسة رئيس الوزراء على نطاق واسع سواء في البلدان الأوروبية الأخرى أو في المناطق الواقعة تحت الاستعمار البريطاني أثناء تطويرها للحكم الذاتي.

### الاستخدام الحديث
بحلول أواخر القرن العشرين، كان لدى غالبية دول العالم رئيس وزراء أو وزير يشغل منصبًا معادلًا، وهو يشغل منصبه إما تحت ملكية دستورية أو رئيس شرفي. من الاستثناءات الرئيسية لهذا النظام الولايات المتحدة الأمريكية والجمهوريات الرئاسية في أمريكا اللاتينية على غرار النظام الأمريكي، حيث يمارس الرئيس السلطة التنفيذية مباشرة.
يشغل رئيس وزراء البحرين الشيخ خليفة بن سلمان آل خليفة منصبه منذ عام 1970 مما يجعله أطول رئيس وزراء غير منتخب.

## نظرة عامة على المنصب

### في الملكيات والجمهوريات
يتواجد منصب رئيس الوزراء في كل من الملكيات الدستورية (مثل بلجيكا، الدنمارك، اليابان، لوكسمبورج، هولندا، النرويج، ماليزيا، المغرب، إسبانيا، السويد، تايلاند، كندا، أستراليا، نيوزيلندا، والمملكة المتحدة) وفي الجمهوريات البرلمانية حيث يكون رئيس الدولة مسؤولًا منتخبًا (مثل فنلندا والجمهورية التشيكية وفرنسا واليونان والمجر والهند وإندونيسيا (1945-1959) وأيرلندا وباكستان والبرتغال والجبل الأسود وكرواتيا وبلغاريا ورومانيا وصربيا وتركيا (1923-2018)).